# Padang Tualang (plaats)
Padang Tualang is een bestuurslaag in het regentschap Langkat van de provincie Noord-Sumatra, Indonesië. Padang Tualang telt 2192 inwoners (volkstelling 2010).